# Feeders
A Feeders 1996-ban bemutatott amerikai, alacsony költségvetésből gyártott, „tudományos-fantasztikus” horrorfilm, amelyet John Polonia, Mark Polonia és Jon McBride készített. A film költségvetése mindössze 500 dollár volt, és kisebb kultfilm elismerést kapott, a rendezés, színészi játék, forgatókönyvírás és speciális effektek terén elért amatőr teljesítmény miatt. A film nem jelent meg magyar nyelven, így Magyarországon nem került sor a bemutatására.
A filmnek folytatása is készült 1998-ban (Feeders II: Slay Bells), amelyet a Something Awful weboldalon „a filmtörténet legjobb legrosszabb-filmjei” közé soroltak be.

## Rövid történet
Két fotográfus barát éppen Pennsylvania útjain haladnak keresztül, és miután felvesznek egy csapat nőt, hamarosan földönkívüliek érkeznek a városba, és ártatlan civileket esznek meg.

## Szereplők
- Jon McBride – Derek
- John Polonia – Bennett
- Todd Carpenter – Halász
- Sebastian Barran – Doktor
- Melissa Torpy – Michelle
- Gary LeBlanc – Ranger Gordon[3]

## Fogadtatás
A film kritikai fogadtatása nagyrészt rossz volt, és elég negatív kritikákat kapott a DVD Talk és a Something Awful oldalakon.  